# 3-я Курьяновская улица
Тре́тья Курья́новская у́лица — улица, расположенная в Юго-Восточном административном округе города Москвы на территории района Печатники. Начинается от Батюнинской улицы, пересекает 1-й Курьяновский проезд и Курьяновский бульвар и оканчивается тупиком, не достигая 2-го Курьяновского проезда.

## История
Третья Курьяновская улица была образована в 1956 году. Название связано с бывшей деревней Курьяново, вошедшей в состав Москвы. Деревня же, предположительно, получила название от фамилии владельца.

## Застройка
На Третьей Курьяновской улице сохранилась малоэтажная застройка посёлка Курьяновской станции аэрации (архитекторы В. Н. Бровченко, Ю. С. Бочков, инженер Р. С. Фейгельман и другие; начало 1950-х годов).